# فيصل بن تركي بن عبد الله آل سعود
الإمام فيصل بن تركي آل سعود (1203-1282هـ / 1788-1865م )؛ تولى حكم الدولة السعودية الثانية في فترتين، الأولى من 1250 هـ حتى 1254 هـ، والثانية من 1259 هـ إلى 1282 هـ. الحاكم الثامن من أسرة ال سعود وأكبر أبناء الإمام تركي بن عبد الله آل سعود مؤسس الدولة السعودية الثانية من زوجة هياء بن حمد بن علي الفقيه العنقري التميمي 

## قبل توليه الحكم
دافع الإمام فيصل بن تركي عن الدرعية ضمن عدد من أفراد أسرة آل سعود وأهل العاصمة السعودية عند هجوم إبراهيم باشا عليها عام 1233هـ، لكنه أُسر ضمن من أُسروا في ذلك الهجوم من أبنائه وأسرته وأبناء عمه وتم نقلهم إلى القاهرة، إلا أنه تمكن من مغادرة مصر والعودة إلى نجد عام 1243هـ وأصبح مساعد والده الأيمن في توطيد دعائم الدولة واستتباب الأمن، وعندما علم بمقتل والده اتجه مسرعاً من شرق البلاد إلى الرياض؛ فدخلها وحاصر مشاري بن عبد الرحمن بن حسن بن مشاري آل سعود في قصر الحكم وبموافقة من الإمام فيصل اتصل عبد الله بن رشيد بسويّد بن علي الذي كان مع مشاري بن عبد الرحمن داخل القصر، وتم الإتفاق على أن يسهل سويد بن علي دخول ابن رشيد وعدد من أتباع فيصل إلى القصر مقابل إعادته أميراً على بلدة جلاجل التي سبق أن عزله عن إمارتها الإمام تركي بن عبد الله، وقد تمكن ابن رشيد وعدد من اتباع فيصل بن تركي من دخول القصر حيث قبض على مشاري بن عبد الرحمن وقُتل وذلك بعد أربعين يوماً من اغتيال الإمام تركي بن عبد الله بن محمد آل سعود.

## توليه الحكم (الفترة الأولى) من عام (1250 هـ-1254 هـ)
كان الإمام تركي بن عبد الله قد أرسل ابنه فيصل إلى القطيف لحل بعض المشاكل حين استغل ابن عمته مشاري بن عبد الرحمن وجوده هناك؛ فدبّر مؤامرة دنيئة تسببت بمقتل الإمام تركي بن عبد الله ومن ثَم الاستيلاء على الحكم بالقوة.
اتحد فيصل بن تركي مع كل من: عبد الله بن علي الرشيد حاكم حائل، تركي الهزاني أمير بلدة الحريق، وعبد العزيز بن محمد بن حسن أمير بريدة، وعمر بن عفيصان أمير الأحساء، وأمير بلدة جلاجل سويد بن علي الذي جاء لزيارة الأمير تركي دون علمه بمقتله. وعندما حُوصر مشاري في القصر وضع سويد بن علي خطه لتسهيل مهمة دخول الجنود وتسلق الأسوار بالحبل ليدخلوا الرياض ويقتلوا مشاري بن عبد الرحمن وأعوانه مقابل أن يهبه الداهنة  ، وبايع الناس فيصل بن تركي إماماً لهم في شهر صفر عام 1250هـ، وقد بذل بعد ذلك أقصى جهده من أجل تثبيت حُكم أبيه في جميع المناطق.

## بداية هجوم قوات محمد علي مع الأمير خالد بن سعود
وكان محمد علي باشا قد غضب من أعمال فيصل بن تركي الهادفة إلى توحيد البلاد فأرسل قوة بقيادة خورشيد باشا مع الأمير خالد بن سعود الذي أصبح من أعوان محمد علي، وكان بذلك قد خرج على الإمام الشرعي، فمنحه محمد علي لقب قائمقامية وبذلك أراد محمد علي ان يوضح أن الحكم في نجد هو عبارة عن سلطة محلية وطنية تتم عن طريق تنصيب الأمير خالد بن سعود حاكماً لنجد.
دارت معارك عدة بين الإمام فيصل بن تركي والحملة العسكرية، وحين علم الإمام فيصل أن كبار من معه قد راسلوا جماعتهم الذين مع خورشيد باشا يطلبون الأمان، اضطر أن يكتب إلى خورشيد باشا بطلب الصلح ومن معه من الجنودوأن يحقن الدماء، فأعطاه خورشيد باشا الامان مقابل أن يتوجه إلى مصر لمقابلة محمد علي باشا فوافق، فسيطرت قوات محمد علي على البلاد سنة 1254 هـ/1839م، وسار الإمام فيصل بن تركي ومعه أبناؤه وإخوته إلى المدينة المنورة في نهاية شهر رمضان 1254 هـ ومنها إلى مصر.

## حكم خالد بن سعود وعبد الله بن ثنيان
بدأت أوروبا تخشى من نفوذ محمد علي واضطرته لسحب قواته من نجد، وجعل الإمام خالد بن سعود حاكماً عليها مع عدد من الجنود للحماية، إلا أن خالداُ كان مكروهاً من قبل الأهالي؛ فاستغل عبد الله بن ثنيان تلك المشاعر السلبية تجاه الإمام خالد بن سعود والاستياء العام منه؛ فرفع راية المقاومة التي انتهت بانتصاره وتولّيه الحكم سنة 1257 هـ/1841م -1259 هـ/1843م الذي دام عامين فقط، وفي سنة 1259هـ/1843م وبسبب إقصائه خالد بن سعود حليف مصر من الحكم، اتخذت مصر موقفًا عدائيا مع عبد الله بن ثنيان فأطلقت سراح فيصل بن تركي الذي غادرها مع ابنه عبد الله وأخيه جلوي وابن عمه عبد الله بن ابراهيم، وذهبوا إلى جبل شمر حيث نصرهم عبدالله بن رشيد وتمكنوا بمساعدته من احتلال الرياض وأسر عبد الله بن ثنيان الذي توفي في السجن. وقيل أن فيصل تمكن من الهرب من السجن، إلا أن بعض المؤرخين رجحوا أن الحكومة المصرية قررت إعادته إلى إمارة نجد، فأخرجوه وأقاربه من السجن ليلاً وكانت تنتظرهم بعض الجمال والخيول، ولم يفشِ سر خروجه لإبراهيم باشا إلا بعد يومين، ليأمر بتتبع أثره، لكنهم لم يعثروا عليه. وقد أرسل فيصل خطابًا إلى والي جدة العثماني بعد انتزاع عبد الله بن ثنيان الإمارة من خالد بن سعود، وذكر في الخطاب أنه يتعهد بالطاعة والولاء للدولة إذا أخذت القائمقامية من عبد الله ووجهتها له وأنه سيضع أخاه رهينة لدى الدولة ليكون دليلاً على صدقه، فنقل والي جدة الخطاب إلى الباب العالي يستفسر منهم الرد. فاجتمع المجلس العالي وقرر إبقاء ابن ثنيان على الإمارة نظرًا لتزكية أمراء نجد، ولعل صدور هذا القرار كان لعدم ثقة الدولة في فيصل.
دامت فترة حكم فيصل الثانية 23 سنةً، قضاها في السيطرة على حركات التمرد وتحسين علاقاته بحكومة مصر والدولة العثمانية ووصفت بأنها فترةً هادئةً، وكانَ قد أرسل جيشاً بقيادة صالح ابن شلهوب من أهالي الدرعية إلى القصيم. ومن ثم دانت له سدير ومنطقة عسير وأطراف الحجاز، واهتم بالرياض العاصمة ونظم شؤون الدولة وأمنها واستقرارها.

## العلاقات الخارجية

### البحرين
- خضعت العلاقة فيما بينهما لتقلبات مختلفة نتيجة لظروف كل منهما؛ ففي عام 1246هـ / 1830م اتفق الطرفان على أن تدفع البحرين الزكاة للدولة السعودية، واستمر الحال على هذا حتى عام 1248هـ /1833م.
- بعد عام 1246هـ، قام البحرينيون بالهجوم على القطيف والعقير وذلك في فترة ولاية الإمام تركي، ما أدى إلى توتر العلاقة، واستمرار النزاع فيما بينهما حتى عام 1251هـ/1836م، وانتهى النزاع فيما بينهما ودفعوا الزكاة كما كانوا في السابق، ورُفع الحصار عن القطيف مقابل وقوف السعوديين معهم أمام تهديدات فارس؛ فوافق الإمام على ذلك.
- فإذن العلاقة بين الدولة السعودية في عهد إمامها فيصل بن تركي والبحرين لم تكن مستقرة وثابتة؛ بل تخللتها فترات توتر، ولكن الأمر في النهاية هو أن البحرين كانت تدفع الزكاة إلى نجد، وذلك في عام 1266هـ/1851م.[15][16]

### قطر
كانت العلاقة بين قطر والدولة السعودية حسب حالات الضعف والقوة للجانبين، ففي فترة الدولة السعودية الأولى استطاع الإمام سعود بن عبد العزيز إخضاعها وإرغامها على دفع الزكاة واستمر هذا الوضع حتى سقوط الدرعية، وتلاشى بذلك النفوذ السعودي في المنطقة، لكنه عند تولي الإمام فيصل بن تركي لزمام الحكم وسيطرته على كثير من المناطق الوسطى، اتجهت أنظاره إلى الصعيد الخارجي وبعد إخضاعه للبحرين جهز حملة بقيادة ابنه عبد الله وأرسلها إلى قطر وحاصرت الحملة قصر البدع، وبعد معارك دامية بين الطرفين استطاع السيطرة عليها، ودفع أميرها الزكاة.

### منطقة البريمي
سارت إليها حملة بقيادة سعد بن مطلق المطيري، واستعاد بها نفوذ الدولة السعودية، واستمر الحكم السعودي لواحات البريمي متقطعاً، وكانت قبائلها تستقل أحياناً كلما سنحت لها الفرصة، علاوة على أنها خضعت في بعض الفترات التاريخية إلى حكّام أبوظبي وذلك خلال الأعوام 1264-1265 هـ/1848-1849م. ولذا أرسل الإمام فيصل ابنه عبد الله في حملة عسكرية في جماد الثاني 1269هـ/مارس 1853م، أعلن من خلالها أمراء ساحل عمان الولاء والطاعة لسلطة الدولة السعودية.

### عسير
ظلت عسير إمارة مستقلة بذاتها تحت حكم آل عائض خلال النصف الثاني من القرن الثالث عشر الهجري والقرن التاسع عشر الميلادي، فلذلك كانت العلاقة بين عسير والدولة السعودية الثانية تقوم على التقدير وتبادل الهدايا.

### الكويت
حافظ حكامها آل صباح على علاقات ودية مع الحكام السعوديين، فلم يخضعوا للدولة السعودية ولم يدفعوا لهم الزكاة، فتبعية الكويت في تلك الفترة كانت للدولة العثمانية، وكان الأمير فيصل ينأى عن كل ما يريب العثمانيين منه. بالإضافة إلى أن اهتمام شيوخ الكويت كان منصبّاً على تجارتهم العابرة إليهم من منطقة نجد أكثر من اهتمامهم بالأوضاع السياسية لتلك المنطقة.

### عمان
وعندما تولى خالد بن سعود زمام الأمور في نجد تأزمت العلاقة بين الطرفين نظراً لأسلوبه الجاف في التعامل معهم، إلا أنه في عام 1248هـ/1833م استطاع الإمام تركي بن عبد الله آل سعود فرض سيطرته على عمان، واستمرت هذه السيطرة في عهد ابنه الإمام فيصل في فترة حكمه الثانية حتى وفاته.

### بريطانيا
كانت بريطانيا شديدة الحرص على منطقة الخليج، وكان أكثر ما يهمها أن تكون تلك المناطق آمنة، وطرقها مفتوحة، وذلك من أجل سلطتها في الهند، فهي تعترف دائماً بالأقوى في المنطقة إذا رأت في ذلك مصلحتها، وفي الوقت نفسه تعارض قيام أي سلطة تحاول المساس بأملاكها في الهند، ففي فترة حكم الإمام فيصل ازداد نفوذ الدولة السعودية في المنطقة وامتد خصوصا بعد انسحاب القوات المصرية منها، وأصبحت مصالح بريطانيا أكثر عرضة للخطر، فلذلك فضّلت تحسين علاقاتها مع الإمام فيصل فأعلنت سياسة الحياد وعدم التدخل في مصالح الجزيرة العربية، فامتنعت عن مساعدة المعارضين للإمام فيصل، إضافة إلى أنها أقنعت حاكمي عُمان والبحرين بدفع الزكاة للدولة السعودية بدلاً من سقوطهما واستيلاء الإمام فيصل بن تركي على بلديهما، وكان موقف الإمام فيصل بن تركي إزاء موقف بريطانيا وسياستها بعدم التدخل إظهار رغبة صادقة في تطوير العلاقات بين الطرفين.

## الإدارة المركزية
كانت الدولة السعودية في القرن التاسع عشر -كما كان الحال في عهد الإسلام الأول- تُمثل مزيجاً من الحكم العربي التقليدي، ففي الدولة السعودية الثانية كان الإمام هو القائد الأعلى ورئيس القضاء والرئيس التنفيذي للدولة، تحال إليه مباشرة جميع الأمور المهمة الداخلية والخارجية، السياسية والمالية والحربية. كما كان أيضاً يتولى إيفاد الممثلين الدبلوماسيين واستقبالهم، ويتلقى المكاتبات الرسمية، وينظر في جميع الشؤون المتعلقة بالحلفاء والجيران بما في ذلك البدو. كان أمراً طبيعياً أن يفوض الإمام السلطة إلى من هو أقل منه مرتبة من الموظفين، ولكن الديوان الملكي كان صغيراً وغير رسمي، ويتكون أهم أعضائه من أقارب الإمام المقربين وممن كان إخلاصهم يسمو على أية مصالح محلية، أما أفراد عائلة الشيخ محمد بن عبد الوهاب فكان لهم دوراً بارزاً خاصة بالشؤون الدينية. ومع ذلك كانت الجماعة الحاكمة صغيرة ومتواضعة.
وكانت فكرة استخدام أعضاء من الأسرة نفسها وخصوصاً الإخوة والأبناء تخدم غرضين:

- المساعدة على تمركز السلطة في من يدينون ل الحكومة بالولاء.
- التوفيق بين الطموحات المتعارضة بين أعضاء الأسرة وخصوصاً في حالة الإمام فيصل مع ولديه عبد الله وسعود، التي أدت المنافسة بينهما في النهاية إلى القضاء على الدولة.

ولهذا حاول الإمام فيصل تيسير الأمور بإعلانه أن عبد الله هو ولي العهد وأعطاه الرياض والمناطق الوسطى، وفي الوقت نفسه منح سعود استقلالاً ذاتياً في حرية إدارة المناطق الجنوبية تعويضاً له، أما ابنه الثالث محمد فقد منحه المسؤوليات الإدارية في المناطق الشمالية، أما عبد الرحمن أصغر أبناء الإمام لم يعيّن في وظيفة مستقلة؛ نظراً لصغر سنه.

## الإدارة المحلية
بالنسبة لدرجة السلطة التي تمارس في المناطق والأقاليم المختلفة من الدولة السعودية كانت تختلف بحسب بعد المنطقة المعنية عن الرياض، وتبع أيضاً للأسس ارتباطها الحقيقي وقوتها والعقيدة الدينية فيها.
- ففي المناطق الوسطى، كان الإمام يعيّن الأمراء والحكام إلى جانب القضاة والعلماء وفي كثير من الحالات كان يجري تعيين الشخص من بين الأهالي المحليين ويصبح شخصاً معيناً، ولا يصبح في غالب الأحوال شخصاً غريباً.

ومن أبرز القضاة في عهده:
- على الرياض عبد اللطيف بن عبد الرحمن آل الشيخ
- على الخرج الشيخ عبد الرحمن بن حسين آل الشيخ
- على جبل شمر الشيخ إبراهيم بن سيف
- على حوطة بني تميم الشيخ علي بن حسين بن محمد بن عبد الوهاب
- على الوشم عبد الله بن عبد الرحمن البابطين
- على القطيف محمود الفارس
- على عنيزة عبد الله عبد الرحمن البابطين
- على البريمي ناصر بن علي العريني.[28]
- وفي حالة الأقاليم التي كانت أكبر مساحة وأعظم قوة وأكثر بعداً، كالقصيم وجبل شمر والمنطقة الشرقية فعلاقتها بالرياض كانت تقوم على أكثر من أساس مخصص ولذلك فإن النزاع الكبير الذي حدث مع القصيم كان نتيجة لمحاولة الإمام فيصل زيادة نفوذه في المنطقة. وكانت العلاقات مع جبل شمر ودية، لدرجة أنها كانت تدعو إلى الدهشة وقد استمر هذا الوضع كذلك؛ لأن الرياض لم تحاول أن تفرض نفسها هناك. وحائل قد قبلت التبعية الإسمية؛ ولأن العلاقات بين الأسرتين الحاكمتين كانت قوية، ولأن كل طرف كان يحتاج معونة عسكرية من الطرف الآخر بين الحين والحين.
- أما المنطقة الشرقية فكانت تختلف عن المنطقتين الأخرتين (القصيم- جبل شمر)، وكان أهل نجد يعينّون بصفة ثابتة للإمارة في الهفوف، وكان ذلك بسبب قلة تعاطف أهل المنطقة الشرقية، كما أن أهمية المنطقة وثرائها كبيرة لدرجة أن الدولة أحست بضرورة الاحتفاظ بحامية دائمة هناك. ولم تكن البريمي لتختلف كثيراً عن ذلك، وعادة ما كان يوجد بها حامية دائمة ولها أمير يعيّن من الرياض، وكان للبريمي صفة مركز الحدود أكثر مما لللهفوف.
- فإن للبريمي والهفوف، كان الأمير يثبت بالتعيين. وكان هناك يوجود منافسين محليين يسعون دائماً للحصول على هذا المركز.
- أما في حالتي جبل شمر والقصيم فكان أمراؤهما يختارون من قبل الدولة السعودية من الرجال المحليين من الأسر الحاكمة المحلية الذين كان يثبتهم الإمام في مراكزهم، أما العلماء والمشائخ فكان يجري تعيينهم من الرياض في جميع الأحوال وفي كل المناطق.[25]

## التنظيم العسكري
كان نظام القوات العسكرية السعودية في عهد الإمام فيصل ما هو إلا استمرار للنظام الذي كان معمولاً به في المرحلة الأولى من التاريخ السعودي، حيث كان نظاماً على مستوى عالٍ من القدرة والكفاءة، وكان يتميّز بالحماس الديني. فكان لكل مدينة وقبيلة نصيب محدود من الحيوانات، والرجال الذين كانوا عرضة للاستدعاء، وكانت تسجل تلك البيانات في سجلات خاصة؛ وتفيد هذه السجلات عند جمع الزكاة. فإذا كانت الحاجة تدعو إلى الاستدعاء كان الإمام يبلغ المدير المحلي عن عدد الرجال المطلوب استدعاؤهم، وكانت مسؤوليته تحتم عليه التأكد من استعداد الرجال ومن وصولهم إلى مكان معين متفق عليه من قبل. فكان يستدعي نصف البادية أولاً ثم يأتي النصف الآخر بالتناوب، أما في حالة الضرورة الملحة فإنه كان يستدعي جميع الرجال المقيدين. ويكون المحارب مزوّدا من حال نفسه بالمطية والأسلحة، أما الذخيرة فتزودهم بها الحكومة.
وعند تجمع القوات كانت كل قبيلة أو مدينة تكوّن وحدة منفصلة، تحمل كل وحدة منها علمها الخاص بها. وبالنسبة للمرتبات فلم يكن للمحاربين مرتبات منتظمة، ولكنهم كانوا يتبعون التعاليم الإسلامية في تقسيم الغنائم التي يتم الإستيلاء عليها. وطبقاً للشريعة الإسلامية فإن خمس الغنائم يؤول للدولة، اما تقسيم الأربعة أخماس الباقية فيكون بين المحاربين.
ولم يكن هناك جيش عامل، إلا أن القوة الوحيدة التي يطلق عليها هذا الأسم هي هيئة الحرس، وتتكون من الأتباع ويبلغ عددهم مئتين تقريباً؛ وهذه الهيئة التي احتفظ بها الإمام. وعادةً ما يكون أفرادها من العبيد والمعتوقين، وكانت مهامها شخصية واجتماعية أكثر منها وطنية. أما الحاميتان المهمتان الوحيدتان خارج الرياض، فهمًا: حاميتا الهفوف والبريمي. وكان أفرادها بالعادة من أهل نجد.
كانت لدولة خطوط ساحلية طويلة إلا أن الإمام فيصل لم يحاول مطلقاً إنشاء أسطول بحري منظم، واعتمد بدلاً عن ذلك على المعونات البحرية من البلدان الساحلية كالبحرين، وكان من مساؤى ذلك:

- استطاع الحكام الساحليون على الدوام أن يجدوا من الأسباب ما يمكنهم من إحباط متطلبات الإمام البحرية إذا أرادوا ذلك.
- بما أن المعاهدات البريطانية مع الزعماء الساحليين أصبحت أكثر تعقيدا. فقد حسر هؤلاء الزعماء حريتهم لدرجة كبيرة في الاشتراك في القيام باعتداءات بحرية.

وكانت قوات الإمام فيصل تتكون بصفة أساسية من المشاة والفرسان.

## العمارة في عهده
أمر الإمام فيصل بإنشاء الجامع الكبير في وسط الرياض، وقد راعى في موقعه قربه من الأحياء السكنية، بالإضافة إلى قربه من قصره، وقد أصبح من أكبر مساجد الرياض والمكتظة بطلاب العلم وحلقات الذكر، وقد عيّن فيما ابنه الإمام عبدالله بن فيصل الشيخ محمد بن إبراهيم بن محمود أبرز علماء نجد آنذاك إماماً بالمسجد.

## وفاته
توفي الإمام فيصل بن تركي بن عبد الله آل سعود في يوم الأحد في الرياض 4 شعبان 1282 هـ الموافق 1 يناير 1865 ، وخلفه ابنه الإمام عبد الله بن فيصل بن تركي آل سعود.

## إخوانه
- الأمير جلوي بن تركي بن عبد الله آل سعود
- الأمير عبد الله بن تركي بن عبد الله آل سعود
- الأمير فهد بن تركي بن عبد الله آل سعود
- الأمير ثنيان بن تركي بن عبد الله آل سعود[33]

## أسرته
- زوجاته
- الأميرة وضحى بنت شليق بنت هذال ال مساعره الدوسري
- الأميرة دشيشة بنت ضيدان بن منديل العمري الخالدي.
- الأميرة سارة بنت مشاري بن عبد الرحمن بن حسن بن مشاري آل سعود.

## أبناؤه
- الإمام عبد الله بن فيصل بن تركي آل سعود
- الأمير محمد بن فيصل بن تركي آل سعود
- الإمام سعود بن فيصل بن تركي آل سعود
- الإمام عبد الرحمن بن فيصل بن تركي آل سعود[34]

| سبقه مشاري بن عبد الرحمن بن حسن بن مشاري آل سعود | إمام الدولة السعودية الثانية (الفترة الأولى) 1250 هـ - 1254 هـ | تبعه خالد بن سعود الكبير بن عبد العزيز آل سعود |
| سبقه عبد الله بن ثنيان بن إبراهيم آل سعود        | إمام الدولة السعودية الثانية(الفترة الثانية) 1259 هـ - 1282 هـ | تبعه عبد الله بن فيصل بن تركي آل سعود          |